# Family Complex
Family Complex (ファミリー・コンプレックス, Famirii Kompurekkusu) er en japansk mangaserie skrevet og tegnet af Mikiyo Tsuda. Serien blev første gang offentliggjort i maj 2000 i det japanske mangamagasin Wings og følgende udgivet samlet i en enbindsmanga. Serien er ikke oversat til dansk, men Egmont Manga & Anime har udsendt den på tysk og Digital Manga Publishing på engelsk.

## Plot og figurer
Serien handler om familien Sakamoto, hvor næsten alle usædvanlig flotte og af naboerne omtales som de skønne Sakamotos. Undtagelsen, der bekræfter reglen, er sønnen Akira, der er af gennemsnitligt udseende og som udgangspunkt seriens hovedperson. Selve serien er dog delt i kapitler med fokus på hver af de fire børn i familien:
- Akira Sakamoto (坂本秋良 Sakamoto Akira), næstældste søn, 14 år – I en familie fuld af skønheder er han en gennemsnitstype og føler, at han ikke hører til der. Hans familie sætter dog stor pris på ham alligevel.
- Harumi Sakamoto (坂本春海 Sakamoto Harumi), ældste søn, 17 år – Ligner en fotomodel. Hans kammerater kalder ham Sakamoto-sama og forguder ham nærmest, skønt han selv blot ønsker almindeligt venskab.
- Natsuru Sakamoto (坂本夏流 Sakamoto Natsura), ældste søster, 16 år – Ligner en dreng og bliver jævnligt begavet af kammeraterne på pigeskolen. Selv tiltrækkes hun af veninden Natsuru, der dog ikke er helt indforstået.
- Fuyuki Sakamoto (坂本冬姫 Sakamoto Fuyuki), yngste søster, 10 år – Stille dukkelignende pige. Har svært ved at finde ud af hvad hun skal sige, hvilket giver problemer i omgangen med kammeraterne.

Enbindsmangaen er desuden suppleret med et kapitel om forældrenes første møde. De to lykkelige forældre er:
- Hidetoshi Sakamoto (坂本英季 Sakamoto Hidetoshi), faderen, 41 år – Han er arkitekt og så ungdommelig af udseende, at han kunne være Akiras bror. Vil gerne være med i billedet men må se sig overhalet af sine børn.
- Nanami Sakamoto (坂本七美 Sakamoto Nanami), moderen, 41 år – Også usædvanlig ungdommelig af udseende hvilket irriterede hende en del som ung.

De fire børns navne spiller på de fire årstider: Haru(mi) = forår, Natsu(ru) = sommer, Aki(ra) = efterår og Fuyu(ki) = vinter. En navneide der i øvrigt blev genbrugt til titlen på og en af historierne i Mikiyo Tsudas senere fællesværk med Eiki Eiki, Haru Natsu Aki Fuyu.

## Overlap med Princess Princess
Akira medvirker også i en ikke uvæsentlig birolle i Mikiyo Tsudas efterfølgende serie Princess Princess som elevrådsformand in spe på sin brors gamle gymnasium, hvor han tilmed har arvet dennes kaldenavn, Sakamoto-sama. Den samlede familie Sakamoto er helliget et kapitel i bind 2, hvor hovedpersonerne Tooru og Juujirou er på besøg hjemme hos Akira og får det ene chock efter det andet ved mødet med hans flotte familie. I bind 3 vender Harumi desuden tilbage til gymnasiet ved skolefestivallen i bind 3 som den sagnomspundne første Sakamoto-sama, hvis aura ingen kan modstå.
I foråret 2006 blev Princess Princess omsat til animeserie hvor kapitlet med familien danner basis for afsnit 6 Sakamoto's Family Secret!, mens kapitlet med skolefestivallen danner basis for afsnit 9 The School Festival Starts!. Akira medvirker derudover også i tv-serien Princess Princess D, visual novel-spillet Princess Princess: Himetachi no Abunai Houkago og enbindsmangaen Princess Princess +.

## Manga
| Bind | Titel                                                             | Udgivet i Japan | Japansk ISBN-nummer |
| --- | ----------------------------------------------------------------- | --------------- | ------------------- |
| - | Family Complex (ファミリー・コンプレックス, Famirii Kompurekkusu) | 1. maj 2000     | ISBN 4-403-61590-2  |
| Udover de forskellige historier om de enkelte familiemedlemmer rummer enbindsmangaen også forskelligt bag-om-materiale samt en 15-siders beretning om Mikiyo Tsudas egne oplevelser som patient med nethindeløsning. |                                                                   |                 |                     |